# Amphidesmus apicalis
Amphidesmus apicalis är en skalbaggsart som först beskrevs av John Obadiah Westwood 1843.  Amphidesmus apicalis ingår i släktet Amphidesmus och familjen långhorningar.
Artens utbredningsområde är:
- Liberia.
- Togo.

Inga underarter finns listade i Catalogue of Life.